# Chromonephthea ostrina
Chromonephthea ostrina är en korallart som beskrevs av van Ofwegen 2005. Chromonephthea ostrina ingår i släktet Chromonephthea och familjen Nephtheidae. Inga underarter finns listade i Catalogue of Life.